# 채제공선생영정
채제공선생영정(蔡濟恭先生影幀)은 충청남도 청양군에 있던 조선시대의 채제공선생의 영정이다. 1989년 4월 20일 충청남도의 유형문화재 제130호로 지정되었으나, 2006년 12월 29일 해제되었다.

## 참고 자료
- 채제공선생영정 - 국가유산청 국가유산포털